# 船尾停留場
船尾停留場（日语：／ Funao teiryūjō */?）是一個位於日本大阪府堺市西區濱寺諏訪森町中2丁，屬於阪堺電氣軌道阪堺線的停留場。車站編號為HN29。

### 車站構造
夾著平交道2面2線的地面車站。

## 相鄰停留場
阪堺電氣軌道
■阪堺線
石津（HN28）－船尾（HN29）－濱寺站前（HN31）